# Card Captor Sakura - The Movie
Card Captor Sakura - The Movie  (劇場版カードキャプターさくら?, Gekijōban Kādokyaputā Sakura) è un film d'animazione del 1999 diretto da Morio Asaka.
Si tratta del primo film della famosa serie Card Captor Sakura, uscito il 21 agosto 1999.
In Italia il film è stato distribuito in DVD dalla Shin Vision nel marzo 2003, con un doppiaggio eseguito dalla CVD di Roma, con un adattamento fedele alla versione originale e un cast diverso rispetto al doppiaggio della serie televisiva. È stato in seguito realizzato un ridoppiaggio con lo stesso cast e adattamento della serie televisiva, curato dalla Merak Film di Milano e trasmesso l'8 dicembre 2004 su Italia Teen Television.

## Trama
Il film si svolge tra la prima e la seconda stagione originale della serie animata, cioè tra l'episodio 35 e il 36. In occasione delle vacanze invernali, Sakura, con Kero-chan, Touya, Tomoyo e Yukito, si recano nella misteriosa Hong Kong, grazie ad una fortunata estrazione della protagonista, che le fa vincere un viaggio per quattro persone. Subito dopo essere arrivati, incontreranno Li ShaoLang, e sua cugina MeiLing. Intanto, Sakura inizierà ad avere strani sogni, in cui fluttua nell'acqua, e successivamente, in cui dei nastri le si avvolgono intorno al corpo. Da allora, sentirà una strana presenza per le vie di Hong Kong. Un giorno, seguendo questa presenza, arriva in un edificio abbandonato, nel cui cortile si trova un pozzo, ma senza nessuna persona. Dopo aver incontrato una maga che conosceva Clow Reed e che ha catturato i suoi amici, Sakura scopre la verità sulla ragazza.

## Personaggi

### Personaggi introdotti
Il film è ambientato a Hong Kong, luogo di residenza della famiglia di ShaoLang. Vengono infatti introdotti sua madre, IeLang, e le sue quattro sorelle, Fudie Li, Xuehua Li, Huanglian Li, Feimei Li. IeLang è di grande aiuto a Sakura. L'antagonista è conosciuto semplicemente come Maga, in originale Madōshi (まどうし? lett. "incantatrice").

## Colonne sonore
La colonna sonora del film è Tōi kono machi de (遠いこの街で? lett. "In questa città lontana"), composta e cantata da Naomi Kaitani e arrangiata da Yuji Toriyama.
Il 15 agosto 1998 venne pubblicato in Giappone l'album ufficiale del film.